# Zenji flava
Lo zenji flava è un genere musicale derivato dall'hip hop, nato a Zanzibar nella seconda metà degli anni novanta. Il nome "zenji flava" viene da zenji, denominazione colloquiale di Zanzibar, e flava, distorsione gergale di flavour, "sapore", e si può interpretare come "l'hip hop secondo il gusto di Zanzibar". Come il bongo flava, ovvero l'hip hop della Tanzania continentale e di Dar es Salaam (da bongo, denominazione colloquiale di Dar), lo zenji flava è cantato principalmente in swahili; differisce però dalla sua controparte continentale perché le sue sonorità sono anche influenzate dal taarab, la musica tradizionale zanzibari, di ispirazione araba. Fra i più noti artisti di zenji flava si possono citare Kolpara, Ali Haji e DJ Saleh; ma anche Bi Kidude, una delle artiste più legate alla tradizione zanzibari del taarab, si è cimentata in questo genere nell'ultima parte della sua carriera.